# Dualisme du marché du travail
Le dualisme du marché du travail est la caractéristique des marchés du travail qui sont divisés en deux segments. Ces deux segments varient selon la théorie économique appliquée. La principale théorie dualiste du marché du travail est la théorie des insiders-outsiders.

## Concept
En 1971, Doeringer et Piore publient un article qui soutient que le marché du travail est marqué par un dualisme. Il existerait une opposition entre un marché primaire, composé d'emplois stables et bien payés, et un autre segment, un marché secondaire, où l'insécurité de l'emploi est plus forte et le taux de rotation plus fort. Cette théorie a donné lieu à un « renouveau de la théorie de la segmentation » (Dickens et Lang, 1988).
Plusieurs constructions de la nouvelle économie keynésienne ont affiné la compréhension du caractère dual des marchés du travail. Il en va ainsi de la théorie du salaire d'efficience, ainsi que des théories concernant les négociations salariales. Le secteur primaire aurait des salaires rigides, avec un rationnement de l'emploi et un différentiel de rémunération persistant vis-à-vis du secteur secondaire.
Le dualisme du marché du travail peut s'expliquer à partir de comportements rationnels. Les acteurs issus du segment le plus favorisé du marché du travail ont tout intérêt à bloquer l'entrée des nouveaux entrants dans ce segment afin de préserver leurs gains.